# Clementine Hahn
Helene Clementine Hahn (* 25. Mai 1866 in Dresden; † 27. Februar 1929 ebenda) war eine deutsche Malerin und Kunstgewerblerin.

## Leben
Clementine Hahn studierte um 1904 an der privaten Malschule von David Simonson bei Franz Kops und Robert Sterl in Dresden und an der Damenakademie des Münchner Künstlerinnenvereins bei Angelo Jank. Bereits ab 1898 leitete Clementine Hahn ein eigenes Schüleratelier.
Sie war Mitglied der Gruppe Dresdner Künstlerinnen, Ortsverband Dresdner Künstlerinnen, des 1908 neu gegründeten Bundes deutscher und österreichischer Künstlerinnenvereine.

## Werk
Zeichnungen und Aquarelle von Clementine Hahn befinden sich im Besitz der Staatlichen Kunstsammlungen Dresden.
Clementine Hahn malte Blumenstillleben und vom Impressionismus beeinflusste Landschaften in Öl und Aquarell, sowie zahlreiche weibliche Porträts. Sie schuf ebenfalls Stickereien und kunstgewerbliche Entwürfe. Ferner werden ihr expressionistische Holzschnitte zugeschrieben.

## Ausstellungen (Auswahl)
- 1901: Internationale Kunstausstellung Dresden
- 1906: Sächsische Kunstausstellung[4]
- 1908: Sächsischer Kunstverein: Bildnis-Ausstellung deutscher Künstler der Gegenwart
- 1909: Große Aquarellausstellung Dresden
- 1911: Große Aquarellausstellung Dresden
- 1912: Große Kunstausstellung, Dresden
- 1912: Große Kunstausstellung, Hannover
- 1913: Große Aquarellausstellung Dresden
- 1909: Dresdner Kunstgenossenschaft
- 1917–21: Dresdner Kunstgenossenschaft